# 酒井靖之
酒井 靖之（さかい やすゆき）は、日本の演出家、映像作家、写真家、文筆家。 
20代で映像制作会社アーツテックを設立。現在は、映像制作のみならず、舞台演出や写真展の開催、書籍の執筆、講演活動など、幅広い分野で活動。

## 人物
第61回ベルリン国際映画祭において国際批評家連盟賞を受賞するなど、気鋭の映像作家として注目を集める。
1994年、自身が代表を務める株式会社アーツテックを創業。2009年には出版社「粋人舎」を立ち上げ、新たな出版スタイルに取り組むなど、演出家としてだけでなく幅広くその活躍の場を拡げている。著書に『どっこい男は生きている』(2011年、粋人舎)がある。
幼少期より格闘技にどっぷり浸る日々を送っていたが、大学在学中に演出家のつかこうへいに衝撃を受け、演劇の道へ進む。舞台役者の演技指導などを行うなかで、その手腕を買われ大手映像制作プロダクションへ引き抜かれる。1991年、CF（コマーシャルフィルム）ディレクターとしてデビュー。その後独立する。
紆余曲折を経ながらも約20年以上に渡り、ドラマ、ドキュメンタリー、WEB、演劇、イベントの演出・プロデュースを手がけるなど、多彩な活動を続けている。本人の波乱万丈の人生を通して人間というものを深く理解し観察するその鋭い洞察力と、観るものの心に深く訴えかけるその演出力には定評がある。本人曰く、幼少期から読書を欠かさなかったことが、映像制作に必要な感性を磨くのに役立ったのだと言う。
四川大地震での中国の被災についても関心を持ち、2012年にはありのままの中国の姿に触れた写真展「Happy China」を開催した。2014年には宮城県などで「日中友好文化交流『希望の画』絵画展」を開催している。

## 著書
- 『どっこい男は生きている』粋人舎、2012年12月7日、ISBN 978-4-904688-03-8